# トラオレ・セトゥ
トラオレ・セトゥ（Traore Setou、2002年4月4日 - ）は、マリ共和国の元女子バスケットボール選手である。ポジションはセンター。

## 来歴
マリから日本の京都精華学園中学・高校に留学し、全中ベスト8とインターハイベスト4を経験。
武庫川女子大学を経て、2023年にシャンソンVマジックにアーリーエントリーを経て加入。
2025年オフ現役引退。